# Paul Nurse
Paul M Nurse, född 25 januari 1949 i Wembley, London, är en brittisk biokemist. Han tilldelades Nobelpriset i fysiologi eller medicin år 2001. Han tilldelades priset för sina "upptäckter rörande kontrollen av cellcykeln". Han delade priset med sin landsman Tim Hunt och amerikanen Leland H Hartwell.
Nurse tog doktorsexamen vid University of East Anglia 1973. Sedan 1996 är han Director-General vid Imperial Cancer Research Fund och föreståndare för Cell Cycle Laboratory.
Leland Hartwell upptäckte en klass av gener som kontrollerar cellcykeln. En av dessa gener har en central roll för att sätta igång varje ny cellcykel och kallas därför "start". Hartwell införde också begreppet kontrollstationer ("checkpoints") som innebär att cellcykeln stannar upp när cellens DNA utsätts för skada. Syftet är att arvsmassan ska hinna repareras innan cellen går vidare till nästa fas i cellcykeln. 
Paul Nurse identifierade en av nyckelkomponenterna i kontrollen av cellcykeln, CDK (cyklinberoende kinas). Han visade att CDK har bevarat sin funktion genom evolutionen. CDK driver cellcykeln genom att kemiskt påverka (fosforylera) andra proteiner.
Tim Hunt upptäckte cyklinerna som är de proteiner som reglerar CDK:s funktion. Han visade att cyklinerna bryts ned i samband med celldelningen, en mekanism som visat sig vara central för kontrollen av cellcykeln.

## Utmärkelser
- Marjory Stephenson-priset,  1990
- Novartis Medal and Prize,  1991
- Feldberg Foundation,  1991
- Louis Jeantet-priset i medicin,  1992[8]
- Gairdner Foundation International Award,  1992
- Rosenstielpriset,  1992[9]
- Royal Medal,  1995
- Dr. H.P. Heinekenpriset för biokemi och biofysik,  1996[10]
- Alfred P. Sloan, Jr. Prize,  1997[11]
- Albert Lasker Basic Medical Research Award,  1998[12]
- Knight Bachelor,  1999[13]
- Balymedaljen,  1999
- Nobelpriset i fysiologi eller medicin, med  Leland H. Hartwell och Tim Hunt,  2001[14][15]
- Riddare av Hederslegionen,  2002
- Harveian Oration,  2003
- Copleymedaljen,  2005[16]
- Hedersdoktor vid Salzburgs universitet,  2010[17]
- Albert Einstein världsutmärkelse inom vetenskap,  2 oktober 2013[18]
- AAAS Fellow,  2018[19]
- Companion of Honour,  1 januari 2022[20]
- EMBO-medlemskap
- Förtjänstorden
- Dr. Josef Steiner Krebsforschungspreis

[Redigera Wikidata]